# Hermanos Kennedy
Por los Hermanos Kennedy se recuerda en la Argentina a un grupo de ciudadanos comandados por Eduardo, Roberto y Mario Kennedy que, en 1932, tomaron la ciudad de La Paz, Entre Ríos, en defensa de la democracia, contra el gobierno de facto que había derrocado el 6 de septiembre de 1930 al Presidente de la Nación, Hipólito Yrigoyen.

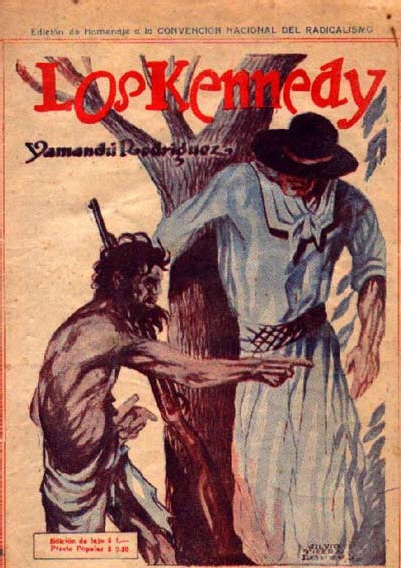
Tapa del libro escrito por Yamandú Rodríguez (1934).

## Los Kennedy
“Nacieron en la estancia 'Los Algarrobos', sita en el Distrito Estacas del Departamento La Paz (Entre Ríos). Es grande y arisco el solar. Tierra entrerriana de rancio abolengo democrático. Allí el derecho amanece con Artigas y llega al meridiano con Urquiza. Cuna de gauchos cantores y altaneros, prontos siempre a saltar a caballo para cruzarse por la dignidad. Honrada gente de campo acostumbrada a vivir mal y morir bien. Borrosas figuras de friso. Muy humildes, muy simples, sin letras casi. Rubrican con el lazo. Crecen en los peligros”, dice la pluma del escritor uruguayo Yamandú Rodríguez. Y continúa: “El predio familiar ofrece a los Kennedy su mano áspera: montes de quebracho que amacizan arbustos espinosos. Cada rotura tiene un zurcido de liana. De tanto en tanto el monte se detiene a respirar. La boca. Una abra. En seguida vuelve a cerrarse, tupido, elástico de enredaderas. Los senderos se arrastran. Forman nudos, se destrenzan”.

## Recuerdos
Un sobrino de los revolucionarios, Mario Crespo (hijo de Amalia Kennedy), contó lo siguiente: “Yo tenía ocho o nueve años cuando sucede el levantamiento. Ya mis tíos hacían reuniones secretas, en una casa que hacía poco se había construido frente a la mía, calle San Martín casi llegando a las barrancas del Paraná. Mi tío Eduardo vivía constantemente allí y junto a sus dos hermanos y otras personas se juntaban aunque no era un comité radical [...]. Recuerdo que fuimos al paraje 'La Esmeralda' en vacaciones. Una mañana temprano llega una lancha de la Subprefectura con muchos policías y civiles armados 'para agarrar a los Kennedy' –era el 4 o 5 de enero de 1932, si mal no recuerdo. Mis tíos estaban escondidos en el monte, en un lugar llamado El Quebrachal, de la estancia Los Algarrobos al este. Parece que alguien los denunció y por eso llegaba la lancha”.
El escritor uruguayo dijo: “Estaban en una feria ganadera efectuando ventas de toros, cuando recibieron noticias del atentado cometido el 6 de septiembre contra la Constitución Argentina. Desde ese momento los hermanos Kennedy vivieron para combatir al dictador.”

## Asalto a la comisaría
Respecto al asalto, el uruguayo Yamandú Rodríguez subrayó que “la noche del tres, noche buena para la democracia, los Kennedy reúnen la columna de ataque. Son catorce hombres. Tienen armas cortas y brazos largos. Deliberan. Algunos confían sorprender a los enemigos. Uno de los revolucionarios propone entretener al centinela de la Jefatura para dar tiempo a que el grupo desemboque, le rodee, e impida pasar la alarma. Saben que el enemigo está alerta [...].
–Yo me encargo del centinela– dice Roberto.
Es suficiente garantía. Callan. Los tres hermanos pasan al frente. Las cabezas se inclinan sobre un reloj. Son las tres.
–Vamos.
Y el puñado de patriotas se pone en marcha”.
Charlando sobre política nacional, Don Crespo comenta que “ellos van contra la Dictadura del General Uriburu que en septiembre de 1930 había derrocado a Yrigoyen y proscripto al radicalismo. Mis tíos son aliados del Teniente Gregorio Pomar, militar democrático. En 1932, se paró el levantamiento que tenía su Comando Central en Concordia y el grupo de La Paz no recibe el informe. Es decir, no vino el refuerzo desde el norte y la revolución fracasó. Hay varias versiones: unos dicen que el intermediario no simpatizaba con los Kennedy y demoró el aviso; otros, que hubo problemas de comunicación. De todas formas la gente de La Paz cumplió su rol: tomaron la policía, el telégrafo, custodiaron los bancos para que no se aproveche la oportunidad y sean robados... eran aproximadamente quince personas. Cuando llegan a la comisaría le dicen al guardia que no se resista que no le iba a pasar nada. Pero el guardia gatilla su máuser y todo desemboca en un enfrentamiento, mueren cinco policías. De este grupo yrigoyenista no hubo bajas, si muchos presos. Luego les comunican que la revolución había fracasado y deciden abandonar la ciudad junto a su fiel compañero, Papaleo”.
Yamandú señala que “la jefatura, estaba defendida por veinticinco hombres, distribuidos en tres guardias. La primera: el centinela. La segunda, formada por el Comisario y un agente. Y la tercera, custodia de la cárcel, fuerte de veintidós gendarmes. Tropa escogida, veterana y sobre aviso. Los Kennedy y sus compañeros avanzan en apretado grupo.
–Arriba las manos– gritan.
–Ha estallado la revolución– dice el centinela.
Hace fuego tres veces sobre el grupo que adelanta a la carrera. Y salta hacia el portal, cubriéndose con sus disparos. Segundos después cae muerto. Roberto ha cumplido su promesa. Además, Mario alcanzó a ese enemigo con dos plomos de su revólver”.
El escritor añade: “Avanzan cinco héroes: Roberto, Mario, Eduardo, Molinari y Franco. El resto de los revolucionarios permanecen en la puerta cubriendo la retirada.
Al ver al comisario de servicio, Roberto le intima a la rendición. Desde su bufete el policía responde con varios disparos. Kennedy hace fuego entonces. Hiere. Es éste un bello encuentro personal, bala por bala. Pero se aproxima un gendarme. Y entra en pelea. Ambos apuntan al brioso Roberto.
–¡Matalo, Mario!– dice encarándose con el gendarme. Suenan dos detonaciones. Mario derriba al comisario de un balazo en la frente, Roberto hiere al soldado en las manos y le hace caer el máuser. Así a plomo y bravura toman la segunda guardia.
'Entréguense porque el que tire muere'. Con este grito los atacantes se lanzan sobre el grueso del enemigo. Dos Kennedy toman hacia la izquierda. Eduardo, Molinari y Franco adelantan por la derecha. Así desembocan en un pasillo. Crece el fuego de fusilería. Parece respirarles en la cara un vaho de muerte. Los cinco pelean a pie firme, en descubierto a toda talla, frente a veintidós gendarmes parapetados. Se calientan los revólveres. Las armas de precisión envuelven al grupo en un zumbido constante [...]. Caen dos gendarmes. Al sentirse herido el 'imaginaria' de los calabozos abandona la pelea. En ese momento se apagan las luces. Continúa a oscuras el combate. Ahora los Kennedy hacen puntería en el fogonazo de los fusiles. En el arco del fondo aparece un gendarme. Es valiente: el alma de la resistencia. Es preciso apagar esa vida para el bien de muchos. Molinari le enfoca con una linterna. A esa luz, Mario Kennedy hace fuego y mata.
Su caída señala el final del combate. Los gendarmes del fondo, huyen. Los del flanco, que tiraban al amparo de las recovas, arrojan las armas, se rinden.
La Jefatura de La Paz está en poder de la revolución. Entonces un gendarme se adelanta con la mano herida en lo alto. Roberto enfunda su revólver y en aquel pasillo, lleno de pólvora, abraza al soldado”.
Existe un monolito en el cementerio paceño “en homenaje a los caídos en defensa del deber”, funcionarios policiales.

## Represión y exilio
Crespo explica que “ellos deciden irse al Uruguay por tierra firme. Porque también podían fugarse por la zona de islas pero la canoa que toman para cruzar a la isla Curuzú Chalí comienza a hacer agua y se tienen que volver. Mientras hacían tiempo para la retirada, llegan los policías: comienzan a resistir y bajan a cinco policías más [...], los tres eran buenos tiradores con revólver.
Sobre la frustración del levantamiento, ilustra Yamandú que “tomadas las medidas que aconseja el patriotismo, Eduardo Kennedy establece comunicación con Concordia. Debe pedir instrucciones al Comando General. [...] Y reciben el primer golpe; Concordia está tranquila. Enseguida interceptan despachos de Goya y Curuzú Cuatiá. Estas Jefaturas militares alarmadas, piden refuerzos. En todos los puntos, excepto La Paz el intento revolucionario ha fracasado”.
Don Crespo afirma que “después de la amnistía una gran cantidad de gente los recibe en el Puerto de Buenos Aires como “héroes de la democracia”. Ellos tienen un desencuentro fuerte con el ala conservadora radical (los “galeritas” seguidores del Presidente Alvear) y forman el Partido Liberal Independiente. Creo que fue un error porque se quedaron sin base política. Mario volvió a Corrientes, Roberto a La Paz y Eduardo se quedó en Buenos Aires. [...] Mario, en 1933, vuelve a la zona de Concordia para otra intentona (ver el texto Paso de los Libres de A. Jauretche). Pero es herido en el brazo y cruza nadando al Uruguay”.
La batalla en el monte El Quebrachal es dura: “Ni un ademán excesivo. Ni una palabra de más. Ni un disparo inútil. Ponen para morir, la misma dignidad con que vivieron. No combaten al dictador, sino a la dictadura. Hunden sus balas en las frentes de los enemigos como semillas en la tierra. [...] En el otro campo sueltan plomos y gritos. Los Kennedy responden con su puntería. Con su altivez. Con su formidable decisión de vencer. Son muchos gendarmes, hombres probados [...]. Para cada revolucionario hay siete gendarmes. Pero éstos tiran a cubierto. Por no perder las ventajas de su posición disminuyen la justeza de sus disparos. Atacan a la defensiva. En cambio los Kennedy no tienen nada que cuidar. Están bien ocultos tras su armadura de carne. Disponen de todo su poder combativo. Y lo gastan”.
Más adelante, Rodríguez dice que “van varios minutos de pelea. Los sitiadores han hecho cien disparos. Los Kennedy, siete. Con ellos voltearon seis gendarmes. Excepto el enemigo que recibió dos proyectiles en el pecho, todos fueron heridos en la frente. El batallón de los cuatro sigue ileso. Los atacantes ven diezmar sus fuerzas”.
El Gobernador de la provincia de Entre Ríos, Luis Etchevehere, siguiendo órdenes del Estado nacional manda a reprimir la asonada por agua, tierra y aire. Siete aviones de guerra lanzaron sus bombas sobre el monte paceño: “Todo tiembla y cae, excepto los Kennedy”, cuenta la leyenda.
“Lo doloroso es que pájaros y árboles son del mismo suelo. Sobre tierra Argentina cayeron las primeras bombas de la cuarta armada. Iban contra cuatro patriotas”, señala Yamandú. 
“Ave María Purísima” es el saludo de los tres hermanos cuando se encuentran con los hogares de paisanos, al huir hacia el sur correntino para llegar a la República Oriental del Uruguay.
Cruzan los arroyos Tacuaras y Yacaré, llegan al Paso Cejas, atraviesan el río Guayquiraró hacia Monte Caseros.
A pesar de la vigilancia y el control de las fuerzas armadas, los hermanos logran romper el potente cerco ya que “Corrientes parecía un campamento militar”.
La diferencia es que los Kennedy tienen compañeros y los dictadores servidumbre, comenta la historia popular. Esa historia con mayúsculas que a veces se escribe en los libros. Esa historia que nos ayudará a encontrar nuestras raíces para forjar una sociedad mejor.

## Homenaje a los hermanos Kennedy
El 5 y 6 de enero de 2007 se realizó en La Paz la primera jornada de revisionismo histórico, organizada por el Centro de Estudios Históricos Arturo Jauretche (CEHAJ) y la Dirección de Cultura de la ciudad.
Las jornadas se realizaron en la primera semana del año ya que en ese momento se cumplió el 75.º aniversario de la rebelión de los hermanos Kennedy producida en el año 1932.
El coordinador del Cehaj, comentó en esa oportunidad que “el revisionismo histórico es una corriente importante que tiene sus matices pero que intenta poner en crisis la historia oficial, basada principalmente en los textos de Bartolomé Mitre y Vicente Fidel López”.
También señalaron que “el centro de estudios se denomina Jauretche no por casualidad; el Vasco fue uno de los fundadores de la agrupación Forja, un nexo entre el yrigoyenismo y el peronismo, dos importantes movimientos populares que piensan con cabeza propia los problemas nacionales y latinoamericanos”.
“Jauretche es uno de los referentes de esta corriente de pensamiento y su figura estará sobrevolando las Jornadas de historia en enero”.
Ese día el historiador Norberto Galasso envió una carta de reconocimiento a los revolucionarios que se alzaron contra la Década infame.
El testimonio oral vino de la mano de María Elena Franchini, sobrina de los revolucionarios y tenaz defensora de la causa de sus tíos.
El 6 de enero se homenajeó a Mario, Roberto y Eduardo Kennedy, en el 75° aniversario del levantamiento yrigoyenista en contra de la dictadura de Uriburu, en la oportunidad se plantaronn tres árboles nativos: dos Timbó en el parque Berón de Astrada y un Espinillo en la Plaza Central.

## Los Kennedy del Sur, de Daniel González Rebolledo
El libro fue publicado por primera vez en 2005, y debido a que la obra fue premiada por la Universidad Nacional de Entre Ríos, se realizó una segunda edición. En esta segunda edición de Simurg ediciones, de Buenos Aires, el autor agrega el Romance de los Kennedy que a su entender “resignifica” la novela y que en la primera edición no había sido incluido por una cuestión de requisitos del concurso en cuanto al número de páginas. 
González Rebolledo investiga durante 10 años, aprovechando que sus vacaciones de verano transcurrían en general con una estadía en las afueras de La Paz con su familia, esta historia que había estado muy velada, busca datos en la oralidad, en los diarios de la època, en parientes y personas allegadas de algún modo a quiénes formaron parte de esa patriada que lideraron “los locos Kennedy” como decían en general las fuentes consultadas, y este iba a ser el título de la novela, pero luego, pensando en cuán colonizados estamos como para saber más de los Kennedy del norte que de estos paisanos nuestros, demócratas por convicción y arrojo, resolvió titularla: Los Kennedy del Sur
La obra es una ficción, tomando como referencia histórica la revolución de los hermanos Kennedy, realizada el 3 de enero del año 1932 en La Paz, Entre Ríos.
Los Kennedy eran productores rurales y deciden ir en contra del gobierno de facto, en aquel momento, de José Félix José Félix Uriburu. Este había sido el primer militar que había derrocado a un presidente civil, elegido por el pueblo, que fue Hipólito Yrigoyen, y frente a este hecho los Kennedy se levantan en La Paz, articulándose en una serie de levantamientos a lo ancho y a lo largo del país, pero que fracasan en todos los demás lugares, y solamente ellos llevan adelante la lucha armada hasta las últimas consecuencias.

## Denominan “Hermanos Kennedy” a la ruta de ingreso a La Paz

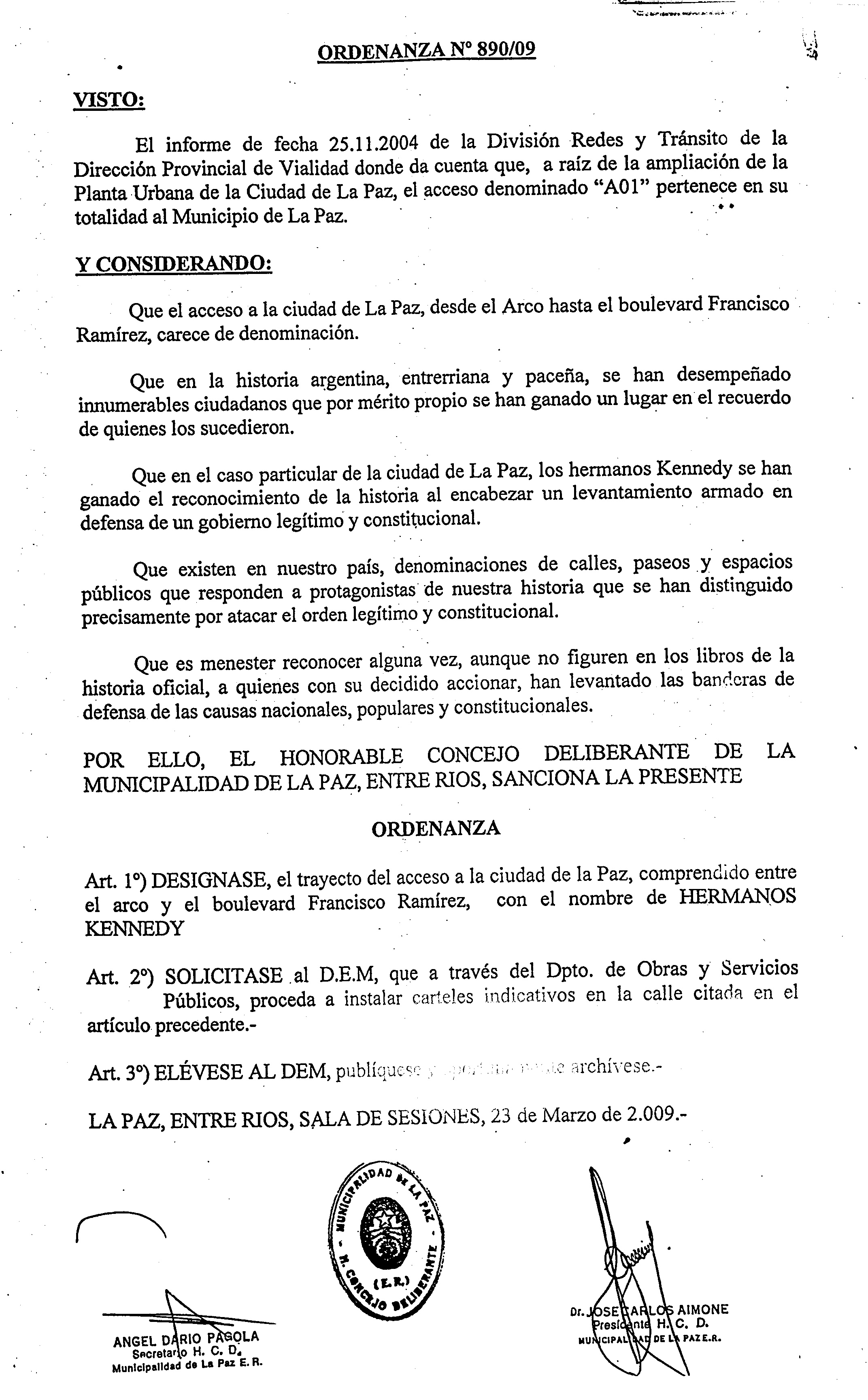
Ordenanza 890/09.

El 23 de marzo de 2009 el Concejo Deliberante de la ciudad de La Paz (Entre Ríos) denominó la ruta de ingreso a la ciudad “Hermanos Kennedy” (proyecto presentado por el concejal Hugo Segovia).
A raíz de la iniciativa del HCD, el 20 de noviembre de 2009 por la tarde se inaugura una placa en el arco de acceso a la ciudad. El acto es convocado por los familiares de los 3 revolucionarios; adhieren el Municipio local y el CEHAJ.

## Teatro “Los Kennedy” de Alan Robinson

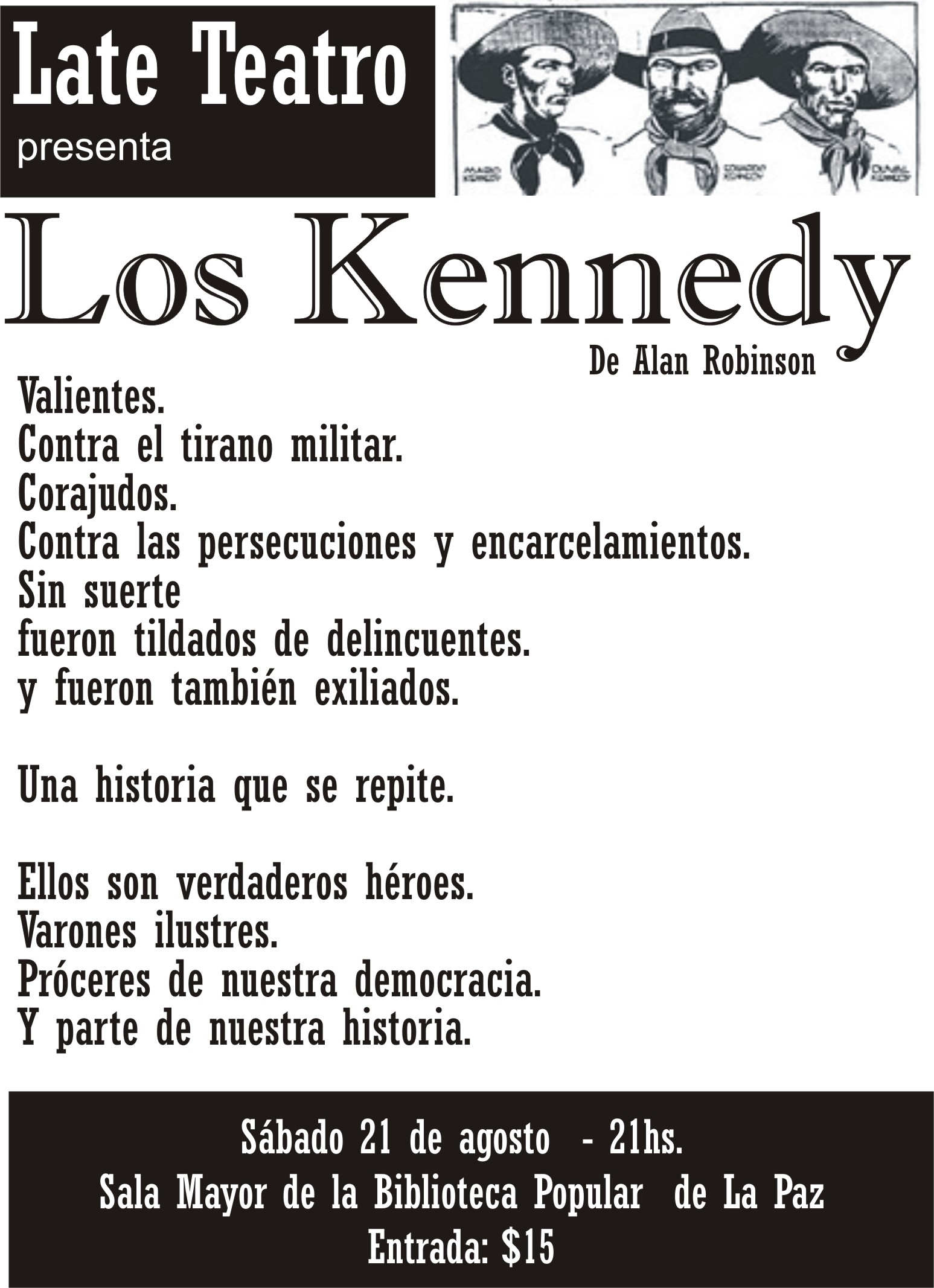
Folleto de difusión obra de teatro.

El 21 de agosto de 2010 el grupo Late Teatro (Paraná, Entre Ríos) hizo la primera función de la obra “Hermanos Kennedy” en la Biblioteca Popular de la ciudad de La Paz. La obra representó a la provincia de Entre Ríos en la Fiesta Nacional del Teatro, en el año 2011.